# Embassament de Novossibirsk
L'embassament de Novossibirsk (rus: Новосиби́рское водохрани́лище), anomenat informalment Mar Ob (Обско́е мо́ре), és el llac artificial més gran de l'óblast de Novossibirsk i el krai de l'Altai, a la Federació Russa. Fou creat mitjançant una presa de formigó de 33 metres d'altura en el riu Obi, prop de Novossibirsk. La presa, construïda en 1959, proporciona un embassament d'aigua que genera energia hidroelèctrica gràcies a l'Estació Hidroelèctrica de Novossibirsk. L'embassament té una longitud de 200 km i una amplada de 17 km. La seva superfície és de 1.070 km² i el seu volum és de 8,8 km³. La seva profunditat mitjana és de 8,3 m. La potència hidroelèctrica de disseny és de 460 MW, i la producció d'energia mitjana és de 1.687 GWh per any. La sortida màxima a través dels generadors (0,1 %) és de 15 900 m³/s, la longitud de la paret sota pressió és de 5,33 km i la pressió màxima estàtica està situada a 19,6 m.
Durant l'estiu, el llac és un de les destinacions més populars per als residents de Novossibirsk, amb molts iots i barques a la superfície, i amb gran afluència de persones a les platges.
El pinar de Karakan està situat en la costa oriental de l'embassament, mentre que la majoria de les ciutats i els pobles estan situats en la costa occidental. Les ciutats més grans que envolten l'embassament són Novossibirsk (barri d'Akademgorodok), Kamen-na-Obi i Berdsk. Berdsk va patir un impacte seriós a causa de l'embassament, ja que el seu centre va quedar submergit per l'aigua. Diversos pobles més petits al voltant van conèixer el mateix destí.

## Història
Les idees inicials per construir una central hidroelèctrica a Novossibirsk van néixer a principis del segle xx, i es van descartar els primers plans per construir-la al llarg de rius menors. El 1950 es va fundar un grup de treball i el 1951 es va confirmar el projecte de construcció de la central hidroelèctrica a l'Ob. La construcció es va iniciar el 1953, tot i que a partir del 1956 l'Ob va quedar malmès. Des de 1957, els set generadors es van posar en funcionament al seu torn. El 1961, la construcció es va acabar oficialment. El 1972, l'eficiència dels generadors va augmentar de 400 a 455 MW.

## Galeria

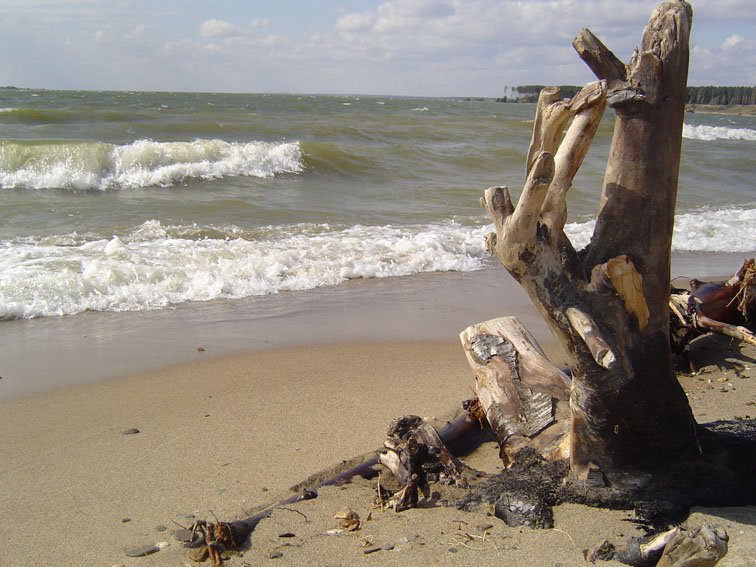
Riba de l'embassament, prop de Berdsk
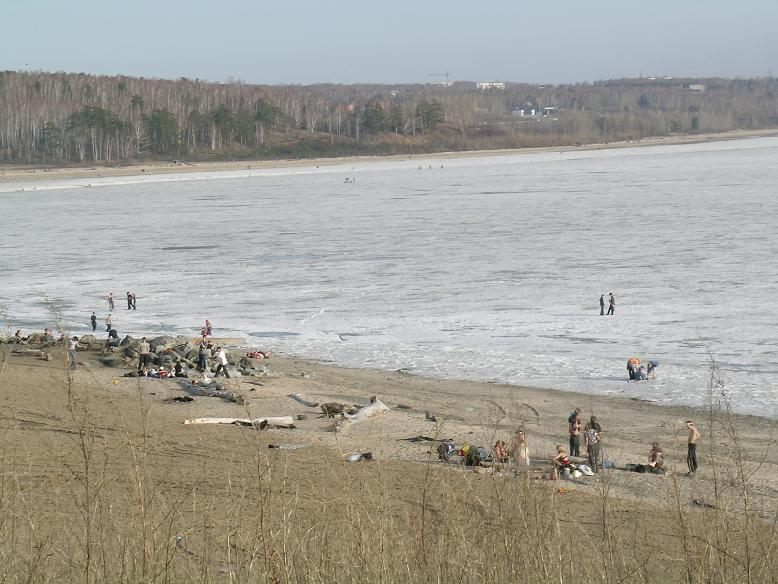
L'embassament a la primavera, amb banyistes a les platges
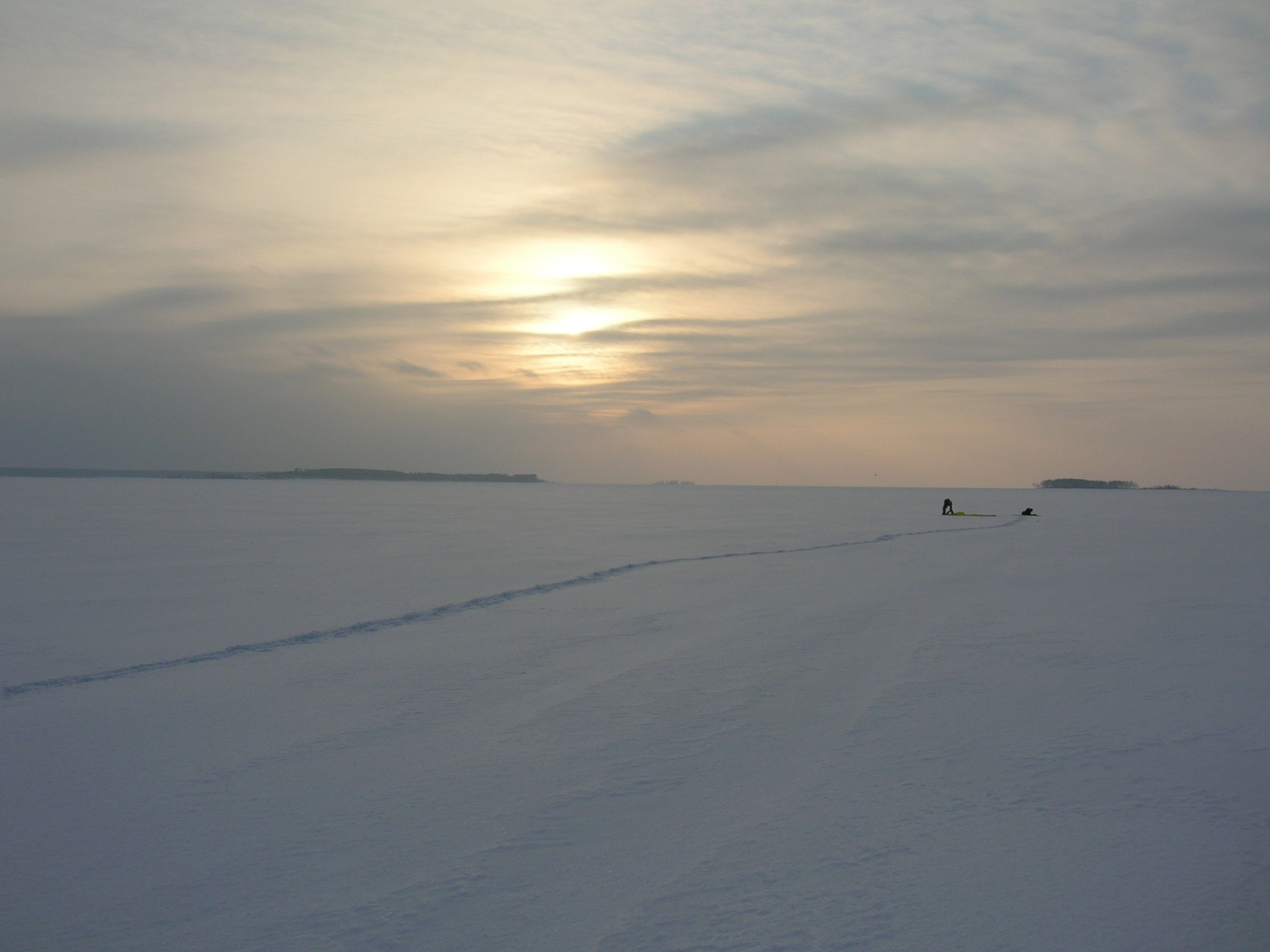
L'embassament congelat a l'hivern
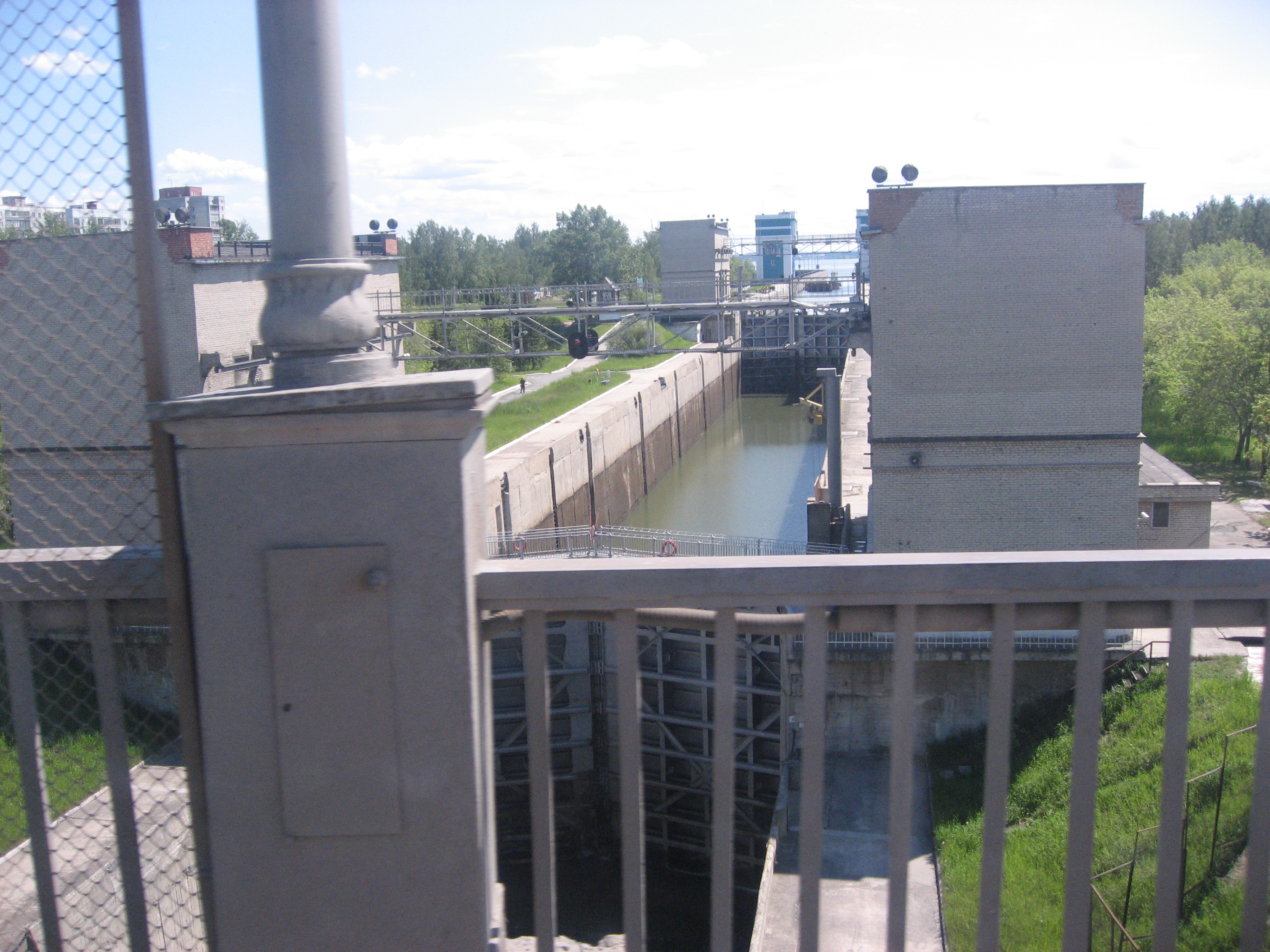
Esclusa de l'embassament